# وانتزلبن-بورده
شهر وانزلبن-وورده (به آلمانی: Wanzleben-Börde) در ایالت زاکسن-آنهالت در کشور آلمان واقع شده‌است.